# Jascha Horenstein
Jascha Horenstein (Kiev, 6 de mayo de 1898 - Londres, 2 de abril de 1973) fue un director de orquesta estadounidense.

## Vida
Horenstein nació en Kiev, que entonces formaba parte del Imperio ruso y ahora forma parte de Ucrania, en el seno de una acomodada familia judía. Su madre, Marie Ettinger, provenía de una familia rabínica austriaca y su padre, Abraham Horenstein, era ruso.
Su familia se trasladó a Königsberg (hoy Kaliningrado) en 1906 y después a Viena en 1911. Recibió su educación musical en la Academia de Música de Viena donde empezó a estudiar en 1916 con Joseph Marx (teoría de la música) y Franz Schreker (composición). También estudió violín con Adolph Busch y filosofía hindú.

## Carrera
En 1920 se trasladó a Berlín actuando como director del Coro Schubert de Berlín y del Coro Gemischtery y después trabajó como ayudante de Wilhelm Furtwängler. Durante los años 20 dirigió la Orquesta Sinfónica de Viena y la Orquesta Filarmónica de Berlín. Con esta formación realizaría la primera grabación discográfica de la Sinfonía n.º 7 de Bruckner.
Fue nombrado director principal de la Ópera de Düsseldorf en 1928 por recomendación de Furtwängler y después Generalmusikdirektor en 1929. Su trabajo en Düsseldorf fue el único puesto permanente de director musical en su carrera. Tuvo que dimitir de su puesto en marzo de 1933 después de la toma del poder por el partido nazi. Durante esos años fue un director comprometido con la música contemporánea y realizó diversas grabaciones discográficas. Durante los años 30 dirigió en países del centro de Europa, Escandinavia, la URSS y Oceanía, y fue uno de los cuatro directores de la recién creada Orquesta Sinfónica de Palestina en 1938. Forzado como judío a huir de los nazis, se trasladó a Estados Unidos en 1940, donde dirigió como invitado a la Orquesta Filarmónica de Nueva York y después se convirtió en ciudadano norteamericano. Enseñó en la Nueva Escuela para Búsqueda Social mientras permanecía en Nueva York.
Regresó a Europa una vez finalizada la guerra y se radicó en Lausana, Suiza. Actuó como director invitado el resto de su vida. En Inglaterra dirigió la Sinfónica de Londres y la Sinfónica de la BBC de Manchester.

### Estilo musical
Horenstein fue un director que buscaba el sentido metafísico de la música más que su significación. Su estilo de dirección era tributario directo de Arthur Nikisch y de Furtwängler. Se planteaba los conciertos como retos y era enemigo de la rutina y las visiones estandarizadas de las obras. En los ensayos ejecutaba largos pasajes para buscar la coherencia y unidad interpretativa, dando menos importancia a los detalles. Controlaba con eficacia los tempi y lograba una gran expresividad. Como conocedor de la filosofía oriental, Horenstein utilizaba técnicas de respiración que hacían que sus silencios y contrastes le otorgaran mucha tensión a los pasajes sonoros. 
Era comparado con Leopold Stokowski, con quien tenía muchos puntos en común sin alcanzar su trascendencia interpretativa. Las reediciones de sus grabaciones discográficas lo han reivindicado como un precursor de los estilos interpretativos más actuales. Sus versiones de las sinfonías de Gustav Mahler, en particular la Sinfonía n.º 3 con la Orquesta Sinfónica de Londres, grabada en 1970, son consideradas de referencia por la originalidad y la coherencia de sus planteamientos.

## Repertorio
Horenstein es particularmente recordado como campeón de música moderna y como seguidor de Mahler a pesar de que su repertorio era mucho más amplio. En 1929 dirigió el estreno de los tres movimientos de la obra de Alban Berg, Suite Lírica, en un arreglo para orquesta de cuerda. En 1950 dirigió la primera interpretación en París de la ópera Wozzeck de Berg.
Dirigió obras de Bruckner y Mahler durante toda su carrera. También había mostrado interés en Carl Nielsen, a quien conoció personalmente. Su grabación de 1952, en el sello Vox, de la Sinfonía n.º 9 de Mahler fue el primer registro de estudio y el segundo registro comercial de aquella obra. Varios años más tarde, grabó la versión original de la Sinfonía n.º 9 de Bruckner. Hizo registros de estudio de varias de las sinfonías de Mahler en varios momentos de su carrera, incluyendo las Sinfonías Nos. 1 y 3 con la Orquesta Sinfónica de Londres. Existen gran número de archivos radiofónicos de las sinfonías de Mahler, así como de Das Lied von der Erde. En años recientes, muchos de los conciertos de Horenstein han sido reestrenados en la etiqueta BBC Legends, incluyendo su celebrada interpretación en 1959, en el Royal Albert Hall de la Sinfonía n.º 8 de Mahler y su interpretación en 1972, en Mánchester, de Das Lied von der Erde.
También ha grabado la Sinfonía n.º 3 de Robert Simpson y música de Paul Hindemith y Richard Strauss durante los últimos años de su vida. Sus registros de ópera han incluido Saúl y David de Nielsen. En marzo de 1973 se despidió de la ópera con la obra Parsifal de Richard Wagner, en el Royal Opera House, Covent Garden.
Fue durante una interpretación de la Sinfonía n.º 5 de Nielsen, en Minneapolis, en 1971, cuando Horenstein padeció un ataque al corazón. Fue advertido por sus doctores para reducir su carga de trabajo, pero continuó dirigiendo. En el periodo de su muerte planeaba dirigir las Sinfonías n.º 5, 6 y 7 de Mahler.

## Discografía selecta
Entre la producción discográfica de Horenstein pueden destacarse las siguientes grabaciones:
- Bach: Conciertos de Brandenburgo, con la Orquesta Sinfónica de Viena (Vox Box 5519).
- Beethoven: Missa Solemnis, con Lewis, Procter, Stich, Borg y la Orquesta Sinfónica de la BBC (BBC Legends 4150).
- Beethoven: Sinfonía n.º 9, con la Orquesta Nacional de la ORTF (Doremi 7960).
- Beethoven: Obertura Coriolano, con la Orquesta Pro Musica de Viena (Vox Box 7808).
- Bruch: Concierto para violín, con Ivry Gitlis y con la Sinfónica de Viena (Vox Box 5505).
- Dvořák: Sinfonía n.º 9, con la Sinfónica de Viena (Vox Box 7805).
- Hindemith: Sinfonía Matías el pintor, con la Sinfónica de Londres (Chandos 6549).
- Janacek: Sinfonietta, con la Sinfónica de Viena (Chandos 6549).
- Mozart: Misa de la Coronación, con Dickie, Ludwig, Lipp, Berry y la Sinfónica de Viena (Vox Box 5524).
- Mozart: Oberturas de Las bodas de Fígaro & La clemenza di Tito, con la Filarmónica de Berlín (Polydor 95296).
- Nielsen: Saúl y David, con Borg, Langdon, Söderström, Christoff y la Orquesta Sinfónica de la Radio Danesa (Opera D'Oro 1233).
- Prokófiev: Sinfonía Clásica, con la Orquesta Nacional de la ORTF (Music & Arts 1146).
- Rajmáninov: Concierto para piano n.º 2, con Earl Wild y la Royal Philharmonic Orchestra (Chandos 10078).
- Sibelius: Sinfonía n.º 2, con la Orquesta Nacional de la ORTF (Music & Arts 1146).
- Strauss, J.: Obertura de Der Zigeunerbaron, con la Filarmónica de Viena (CHESKY RECORDS 70).
- Selección de valses de Johann Strauss, con la Filarmónica de Viena (CHESKY RECORDS 70).
- Stravinski: El pájaro de fuego, con la Orquesta Nacional de la ORTF (Music & Arts 1146).
- Wagner: Obertura de Los maestros cantores de Núremberg, con la Orquesta Sinfónica de Bamberg (Vox Box 7802).